# Carloctavismo
El carloctavismo (también llamado durante el franquismo Comunión Carlista o Comunión Católico-Monárquica) fue una rama disidente del carlismo nacida en los años 1930. 
La aparición de este movimiento tiene que ver con la muerte en 1936, sin descendencia, del último pretendiente carlista histórico, Alfonso Carlos. Mientras que la mayoría de los carlistas reconoció la "regencia" del príncipe don Javier de Borbón-Parma, una minoría optó por el archiduque Carlos Pío de Habsburgo-Borbón (Carlos VIII), hijo de la infanta Blanca de Borbón y Borbón-Parma.

## Historia

### Antecedentes
Sus antecedentes se encuentran durante los años 1930 en el llamado núcleo de la lealtad, grupo vinculado al periódico El Cruzado Español que se oponía al reconocimiento de Juan de Borbón y Battenberg como sucesor de don Alfonso Carlos y a la política posibilista del Conde de Rodezno de acercamiento a los monárquicos alfonsinos del partido Renovación Española. Se mostraron también recelosos por el hecho de que la nueva Junta Suprema de la Comunión Tradicionalista fuese compuesta por antiguos mellistas e integristas, a quienes suponían favorables a la sucesión alfonsina.
Tras la reunificación de las tres corrientes del Tradicionalismo, el antiguo diario integrista El Siglo Futuro había ido desplazando al semanario El Cruzado Español como órgano de prensa del carlismo en Madrid. En las columnas de El Cruzado Español —que se consideraba heredero de El Correo Español, desaparecido diez años antes— llegó a decirse en mayo de 1932 que era preciso recordar que en el pasado El Siglo Futuro, bajo la dirección de Ramón Nocedal, había «ultrajado a Carlos VII, desconocido a Jaime I y denostado al periódico oficioso de ambos», por lo que tenía que reconocer sus errores, especialmente si El Siglo Futuro debía considerarse el nuevo «órgano de la Comunión».
Por su reiterada rebeldía, en octubre de 1932 don Alfonso Carlos declaró a El Cruzado Español expulsado de la Comunión Tradicionalista. Los llamados cruzadistas se aproximaron entonces a otros sectores extremistas. En 1933 lectores y colaboradores de El Cruzado Español como el Dr. Comas, Casariego y Gaztañaga, adheridos en torno al General Nájera (veterano de la tercera guerra carlista), se reunían todas las tardes junto a los redactores de la revista JONS, compartiendo amistad y diálogo con el grupo fascista que dirigía Ramiro Ledesma Ramos. En un mitin celebrado en Zumárraga, el 22 de junio de 1934, los cruzadistas expresaron públicamente sus preferencias dinásticas por Carlos Pío como sucesor de Alfonso Carlos, cosa que ratificaron en mayo de 1935 durante una asamblea en Zaragoza presidida por Lorenzo Sáenz y Fernández Cortina y en representación de 30.000 afiliados.

### Formación y desarrollo

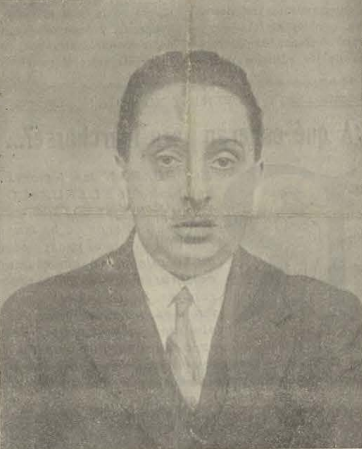
Jesús de Cora y Lira (1890-1969), representante de Carlos VIII.

Al producirse la sublevación contra la República de julio de 1936, los cruzadistas se reintegraron en la Comunión Tradicionalista. Llegaron a tener cierta influencia en el Requeté y, según Ramón Solsona Cardona, la Junta Carlista de Cataluña, constituida en San Sebastián y que formó en Zaragoza el Tercio de Nuestra Señora de Montserrat, repartió entre los requetés del tercio un retrato de Carlos Pío de Habsburgo y Borbón tocado de una boina roja con la inscripción: «Carlos VIII, Rey de España».
Tras recibir la visita de Jesús de Cora y Lira en Italia, en 1943 Carlos Pío reclamó públicamente sus derechos a la Corona en un manifiesto e inmediatamente se constituyó una organización afín, la Comunión Carlista, al margen de las estructuras de la Comunión Tradicionalista vinculada a Javier de Borbón-Parma que dirigía de manera semiclandestina Manuel Fal Conde. 
Acogido bien por Francisco Franco, que le permitió residir a partir de 1944 en Barcelona, ciudad en la que ya había vivido antes de la guerra, Carlos Pío conoció cierto éxito en algunos sectores carlistas temerosos de que Javier de Borbón Parma y Fal Conde terminasen reconociendo a Juan de Borbón como rey y entre aquellos que en la década de 1920 habían permanecido leales a Jaime de Borbón y Borbón-Parma.
En 1945 Blanca de Borbón transmitió sus derechos a su cuarto hijo, Carlos Pío, en documento público y fehaciente, con estas palabras:

A mi Hijo Archiduque de Austria, Don Carlos de Habsburgo Lorena y Borbón:

Hallándome ya en el ocaso de la larga vida que la Providencia se sirvió concederme como Hija Mayor de mi Augusto Padre el Rey Don Carlos VII, cúmpleme confirmar de modo solemne, en aplicación de la, Ley Sucesora de la Monarquía española, la transmisión de los derechos a la Corona de este Reino, a Ti, Mi muy amado Hijo Carlos, pues que, fallecidos sin descendencia Mi Augusto Hermano Don Jaime y Mi Augusto Tío Don Alfonso Carlos, y por la renuncia y otras circunstancias de mis demás Hijos varones, a Ti te corresponde legítimamente la sucesión.
Ruego a Dios Misericordioso que bendiga tu persona, amado Hijo mío Carlos, y te asista para instaurar en este pueblo tan noble y que tanto amor nos demostró, la Monarquía tradicional, y Te conceda un largo y pacífico reinado, compartido por tu buena y amada esposa Cristina, bajo el signo de la justicia social y de nuestra Santa Fe Católica, en una España fiel a sus destinos históricos, unida, próspera, pacífica y gloriosa. Te recomiendo, por último, que no olvides jamás los extraordinarios servicios que a nuestra Religión y a la Patria viene prestando, con la manifiesta ayuda de Dios, el Generalísimo Franco. 

Dado en San Feliu de Llobregat, a doce de noviembre de mil novecientos cuarenta y cinco. Firmado: Blanca de Borbón

En Barcelona, el grupo que proporcionó la base al carloctavismo lo constituían aquellos carlistas que en 1940 habían aceptado cargos en Falange Española Tradicionalista y de las JONS y colaboraban con el gobernador civil, Antonio Correa Veglison.
Algunos de los leales de don Carlos trabajaban para el veterano diario carlista El Correo Catalán, aunque también tenía partidarios en otros periódicos, como José Bru Jardí, jefe de redacción del Diario de Barcelona, o José Bernabé Oliva, redactor de La Vanguardia Española y la Hoja del Lunes.
Según José Tarín-Iglesias, redactor de El Correo Catalán, el régimen promovió este movimiento para contrarrestar la pretensión del conde de Barcelona, don Juan. Al frente del Gobierno Civil de Barcelona, Antonio Correa Veglison financiaba el alojamiento de Carlos Pío y su familia en una suite del hotel Ritz, y posteriormente en una torre de Vallcarca. En 1945, terminada la Segunda Guerra Mundial, se cambió de gobernador civil y no hubo más fondos para don Carlos, por lo que éste tuvo que trasladarse a un piso de la calle Balmes.

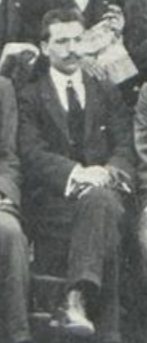
Pedro Roma Campi (1888-1970), jefe regional de Cataluña.

El representante nacional de Carlos VIII, Jesús de Cora y Lira, había nombrado en diciembre de 1943 a jefes regionales y provinciales, siendo Pedro Roma Campi el designado como jefe regional de Cataluña.
En uno de sus boletines, publicado a fines de la década de 1940, escribían: 

Dado que por deducción lógica la reciente Ley de Sucesión elimina al hijo del Rey Alfonso, Don Juan, de la lista de los candidatos aceptables al trono vacante de España, y dado asimismo que el príncipe Francisco Javier de Borbón-Parma puede ser excluido por el hecho de estar apoyado como Regente por la masa de la opinión carlista que se opone al general Franco, cabe suponer que Carlos VIII es quien tiene mayores probabilidades de ser elegido por el Caudillo como sucesor suyo.

Según Joaquín Cubero, el movimiento entró en crisis en 1948 al producirse la entrevista entre Franco y don Juan en el yate Azor. Ese mismo año algunos carloctavistas barceloneses manifestaron a Pedro Roma su decepción al no haber logrado obtener las concejalías que esperaban en las elecciones municipales. Para colmo de males, en 1949 la mujer de don Carlos, Christa Satzger, abandonó a su marido para «fugarse» a Estados Unidos con un violinista y el archiduque quedó a cargo de sus hijas.
El doctor Ramón Gassió Bosch fundó en 1950 el Círculo Central Español de Barcelona, que estuvo activo durante dos décadas, presidido por José Bernabé Oliva y después por José María Roger Amat, y actuó en sus inicios como sede octavista.
En 1952, el mismo año en que Javier de Borbón-Parma reivindicase los derechos al trono durante el Congreso Eucarístico Internacional de Barcelona, se produjo la deserción de una parte de las Juventudes Carlistas de Madrid y de la sección del Requeté de Barcelona, que reconoció a don Javier. Ese mismo año tuvo lugar una entrevista en la ciudad condal entre Carlos Pío y el general Franco.
Los carloctavistas editaron algunos boletines abiertamente partidarios de su causa, como Requetés de Cataluña en los años 40, que solía concluir con un «¡Viva Franco y Carlos VIII!», y ¡Firmes! en los años 50.
Al fallecer de forma repentina Carlos Pío debido a una apoplejía en la Nochebuena de 1953, el régimen autorizó a los carloctavistas realizar un ostentoso cortejo fúnebre por Barcelona.
Tras la muerte del archiduque sin descendencia masculina, el movimiento declinó rápidamente, sin desaparecer del todo, aunque hacia 1962 la mayor parte de sus dirigentes habían reconocido como rey legítimo a Javier de Borbón Parma.

### Persistencias finales
Alrededor de Jesús Cora y Lira, que había sido el Secretario General de la Comunión Carlista de Carlos Pío, persistió un grupo carloctavista que editaba el boletín ¡Volveré!. En 1963 Francisco Elías de Tejada publicó un artículo en esa publicación, en el cual descalificaba como desigual el matrimonio de Javier de Borbón Parma con Magadalena de Borbón-Busset, considerando que por tanto su descendencia estaba excluida de la sucesión del Trono español. En 1964 Cora y Lira fue uno de los participantes en el Primer Congreso de Estudios Tradicionalistas celebrado en Madrid por el Centro de Estudios Históricos y Políticos General Zumalacárregui fundado por Elías de Tejada.
Durante la Transición española algunos octavistas vascos y navarros convergerían con los seguidores de la sivattista Regencia Nacional y Carlista de Estella en el partido Unión Carlista. Otros, como Jesús Evaristo Casariego, se integraron en la Comunión Tradicionalista encabezada por don Sixto Enrique de Borbón.

## Lista de pretendientes
- 1943-1953 : Carlos Pío de Habsburgo-Borbón como Carlos VIII (quinto hijo de la infanta Blanca de Borbón y Borbón-Parma)
- 1953-1961 : Antonio de Habsburgo-Borbón como Carlos IX (tercer hijo de la infanta Blanca de Borbón y Borbón-Parma)
- 1961-1975 : Francisco José de Habsburgo-Borbón como Francisco José I (cuarto hijo de la infanta Blanca de Borbón y Borbón-Parma)
- 1975-Actualidad : Domingo de Habsburgo-Borbón y Hohenzollern como Domingo I (Hijo del archiduque Antonio de Habsburgo-Borbón (nieto del pretendiente carlista al trono de España Carlos VII y de la princesa Ileana de Rumanía)

## Carloctavistas destacados
Eran partidarios destacados de Carlos VIII, además del gobernador civil de Barcelona Antonio Correa Veglison: su mentor principal, el abogado Jesús de Cora y Lira, auditor general de la Armada, consejero togado del Consejo Supremo de Justicia Militar; Pedro de Vallescar Pallí, excomandante del Requeté; Esteban Bilbao Eguía, presidente de las Cortes y del Consejo del Reino; Antonio Iturmendi Bañales, ministro de Justicia; el sacerdote Pedro Lisbona Alonso; los hermanos Carlos, Ignacio y Bartolomé Trías Peitx, senador del Reino; Pedro Roma Campi, teniente de alcalde de cementerios de Barcelona y gerente de El Correo Catalán; Ricardo Suñé Álvarez, redactor de El Correo Catalán; Diego Ramírez Pastor, director de El Correo Catalán entre 1939 y 1946; Francisco Guarner Molins, exconcejal y diputado provincial; José Bernabé Oliva, redactor de La Vanguardia Española; José María Junyent Quintana, concejal y periodista de RNE y El Correo Catalán; José Bru Jardí, redactor jefe del Diario de Barcelona entre 1940 y 1961; Ramón Gassió Bosch, fundador de la Clínica del Carmen de Badalona; José Tapiolas Castelllet, industrial textil de Tarrasa; José María Roger Amat, gobernador civil de Ciudad Real y consejero nacional; José A. Vila Crusat, pintor, artista y coleccionista; Juan Roger Gallés, teniente de alcalde de Barcelona y propietario en Oló de la fábrica textil Manuel López; los hermanos José, Guillermo y Luis Estrada, ingeniero industrial; Luis de Olabarría; Marco Monje, excomandante del Requeté; Antonio Lizarza, delegado de Requetés en Navarra en los años 30; Luis Argemí, presidente de la Diputación de Barcelona entre 1943 y 1946; René Llanas de Niubó, publicista, y Ramón Solsona, periodista de Igualada, entre otros muchos